# Hemilepistus fedtschenkoi
Hemilepistus fedtschenkoi is een pissebed uit de familie Trachelipodidae. De wetenschappelijke naam van de soort is voor het eerst geldig gepubliceerd in 1875 door Uljanin.